# الوهاب (أسماء الله الحسنى)
الوهَّاب من أسماء الله الحسنى ،ومعناه :الذي شمل الكائنات بأسرها ببره وهباته وكرمه، فهو مولى الجميل ودائم الإحسان وواسع المواهب، وصفه البر وآثار هذا الوصف جميع النعم الظاهرة والباطنة، فلا يستغني مخلوق عن إحسانه وبره طرفة عين.

## في القرآن الكريم
الوهَّاب ورد في القرآن الكريم ثلاث مرات :
- ﴿رَبَّنَا لَا تُزِغْ قُلُوبَنَا بَعْدَ إِذْ هَدَيْتَنَا وَهَبْ لَنَا مِنْ لَدُنْكَ رَحْمَةً إِنَّكَ أَنْتَ الْوَهَّابُ ۝٨﴾[1]
- ﴿أَمْ عِنْدَهُمْ خَزَائِنُ رَحْمَةِ رَبِّكَ الْعَزِيزِ الْوَهَّابِ ۝٩﴾[2]
- ﴿قَالَ رَبِّ اغْفِرْ لِي وَهَبْ لِي مُلْكًا لَا يَنْبَغِي لِأَحَدٍ مِنْ بَعْدِي إِنَّكَ أَنْتَ الْوَهَّابُ ۝٣٥﴾[3]

## أقوال العلماء في اسم الله الوهاب
- يقول الطبري:[4] «أي المُعطي عباده التوفيق والسداد للثبات على الدين وتصديق الكتاب وتصديق المرسلين.»
- قال الخطابي: «الوهَّاب هو الذي يجود بالعطاء عن ظهر يد من غير استفادة»
- قال ابن القيم في النونية:

## إحسان الله عام وخاص
و إحسان الله عام وخاص.

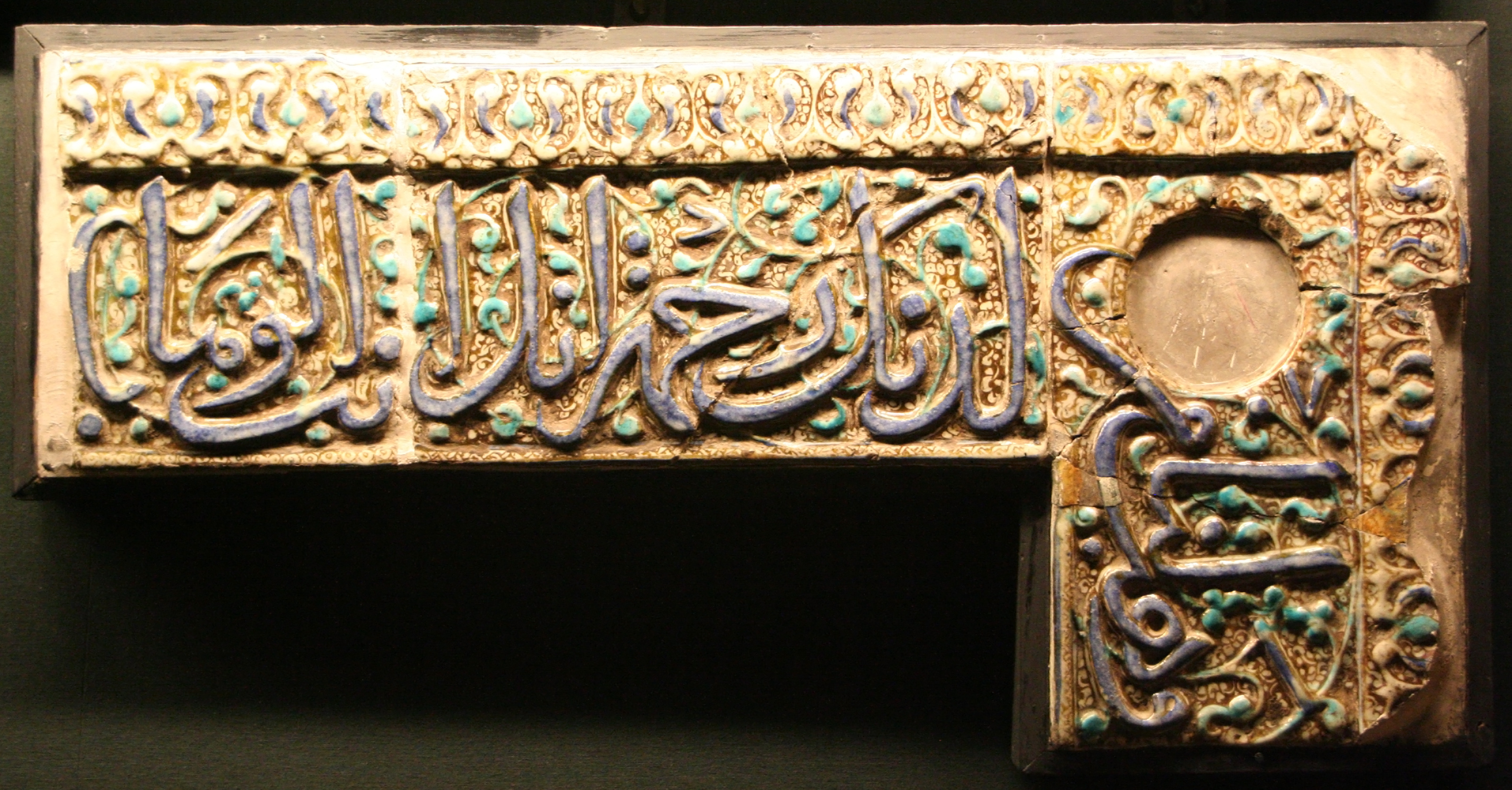
إفريز من عهد السلاجقة عليه آية تذكر اسم الله الوهاب

1. الإحسان العام المذكور في قوله : رَبَّنَا وَسِعْتَ كُلَّ شَيْءٍ رَّحْمَةً وَعِلْمًا[5] ، وَرَحْمَتِي وَسِعَتْ كُلَّ شَيْءٍ[6]، ذكر القرآن : وَمَا بِكُم مِّن نِّعْمَةٍ فَمِنَ اللَّهِ[7] وهذا يشترك فيه البر والفاجر وأهل السماء وأهل الأرض والمكلفون وغيرهم.
2. الإحسان الخاص هو رحمته ونعمه على المتقين حيث قال : فَسَأَكْتُبُهَا لِلَّذِينَ يَتَّقُونَ وَيُؤْتُونَ الزَّكَاةَ وَالَّذِينَ هُم بِآيَاتِنَا يُؤْمِنُونَ (156) الَّذِينَ يَتَّبِعُونَ الرَّسُولَ النَّبِيَّ الْأُمِّيَّ[8]، وقال : إِنَّ رَحْمَتَ اللّهِ قَرِيبٌ مِّنَ الْمُحْسِنِينَ[9] وفي دعاء سليمان : وَأَدْخِلْنِي بِرَحْمَتِكَ فِي عِبَادِكَ الصَّالِحِينَ[10] وهذه الرحمة الخاصة التي يطلبها الأنبياء وأتباعهم، تقتضي التوفيق للإيمان، والعلم، والعمل، وصلاح الأحوال كلها، والسعادة الأبدية، والفلاح والنجاح، وهي المقصود الأعظم لخواص الخلق.

## جود الله المطلق والخاص
وهو الله المتصف بالجود : وهو كثرة الفضل والإحسان. وجود الله أيضاً نوعان :
1. جود مطلق عم جميع الكائنات وملأها من فضله وكرمه ونعمه المتنوعة.
2. جود خاص بالسائلين بلسان المقال أو لسان الحال من بر وفاجر ومسلم وكافر، فمن سأل الله أعطاه سؤله وأناله ما طلب فإنه البر الرحيم

﴿وَمَا بِكُمْ مِنْ نِعْمَةٍ فَمِنَ اللَّهِ ثُمَّ إِذَا مَسَّكُمُ الضُّرُّ فَإِلَيْهِ تَجْأَرُونَ ۝٥٣﴾ ومن جوده الواسع ما أعده لأوليائه في دار النعيم مما لا عين رأت ولا أذن سمعت ولا خطر على قلب بشر.